# Ритуальная маска
Ритуальная маска является одним из главных атрибутов для осуществления различных обрядов и магических ритуалов начиная с палеолита.
С древних времен использовалась жрецами, шаманами, участниками мистерий во время исполнения  ритуалов, культовых и магических танцев.
Обычно представляют собой изделие, которое надевается на верх головы (наголовники у шаманов), на плечи (у древних египтян), на лицо или часть лица, изготовляемое из головы животного, перьев, рогов, керамики, ткани, папируса, бересты, только во время исполнения ритуала или по праздникам или особенным датам.

## Виды масок
Маски бывают разных видов
- Лицевые маски
- Налобные маски
- Ручные маски
- Пальцевые маски
- Зубные маски
- Нательные маски
- Плечевые маски
- Маски-головные уборы

«некоторые носят их на голове, некоторые на лбу, некоторые в руке, другие носят на пальцах, некоторые — в зубах. Некоторые покрывают все тело, некоторые парные маски, а также групповые маски»
Ритуальная маска — это накладка с вырезами для глаз, скрывающая лицо, иногда с изображением человеческого лица, головы животного или мифического существа. Маски ритуальные надевались исполнителями религиозных обрядов в первобытных культах

## Значение
Ритуальные маски имеют глубоко сакральный смысл, могут означать особые способности медиатора, сверхъестественные силы, инкарнацию тотема, предка, бога/богини, и являются обязательным условием для инициации в трансцендентный мир 
Маски могут представлять божество, дух, человеческое лицо, мифическое или реальное животное или птицу или зооморфный образ божества / духа. Часто представляют собой голову священного животного.
«Шаман/жрец носящий маску становится другим созданием, входит в контакт с другим миром и становится инкарнацией духа который он представляет» 

## Происхождение
Ритуальные маски широко известны с древнейших времён у многих племён и народов мира, начиная с палеолита (в Африке, Северной и Южной Америке, Азии, Океании).

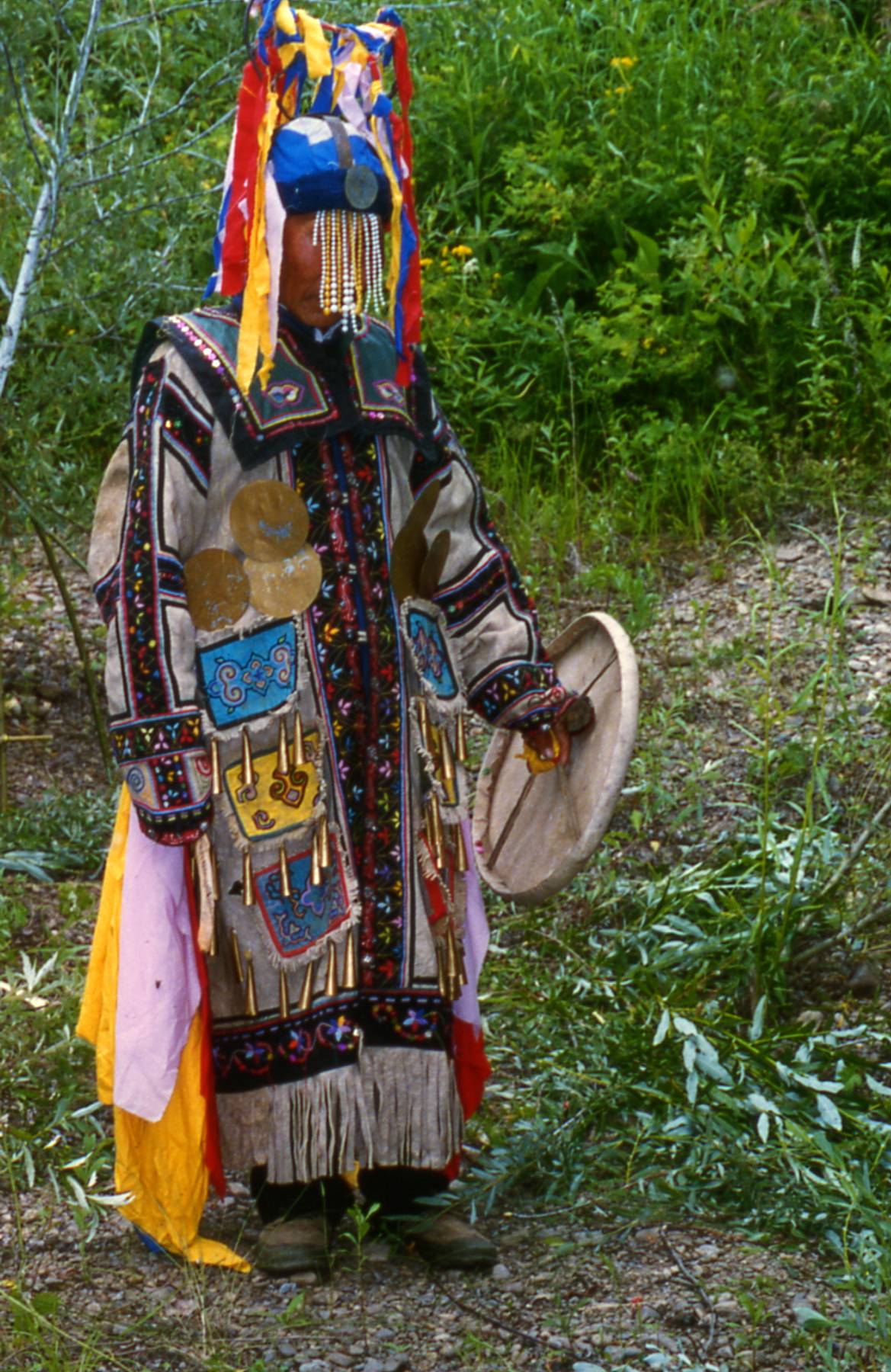
Маска шамана

В первобытных культах маски надеваются исполнителями религиозных обрядов (см Медвежий праздник). Шаман / жрец, надевая ритуальную маску, становился  представителем (мимом) духа или божества, и якобы получает его способности или силу влияния.
Позднее ритуалы с масками связывались с магическими ритуалами. Ритуал одевания «женщинами похожего типа масок, скорее всего, был связан в какой то мере с исполнением Магии»..

## Древний Египет
В древнем Египте мимы/жрецы богов носили маски во время мистерий.

Большое разнообразие масок мимов можно наблюдать на египетских фресках, где изображены жрецы с головами/масками животных (бегемоты, львы, птицы, кошки, и т. д.).
«церемониальные процесии позднего прединастического периода и раннего династического периода (3300-2900 до н. э.) выполнены с вырезанными изображениями человеческих существ с головами птиц и животных, в частности описываемыми как фигуры людей в масках.»
.
Маски были двух типов:

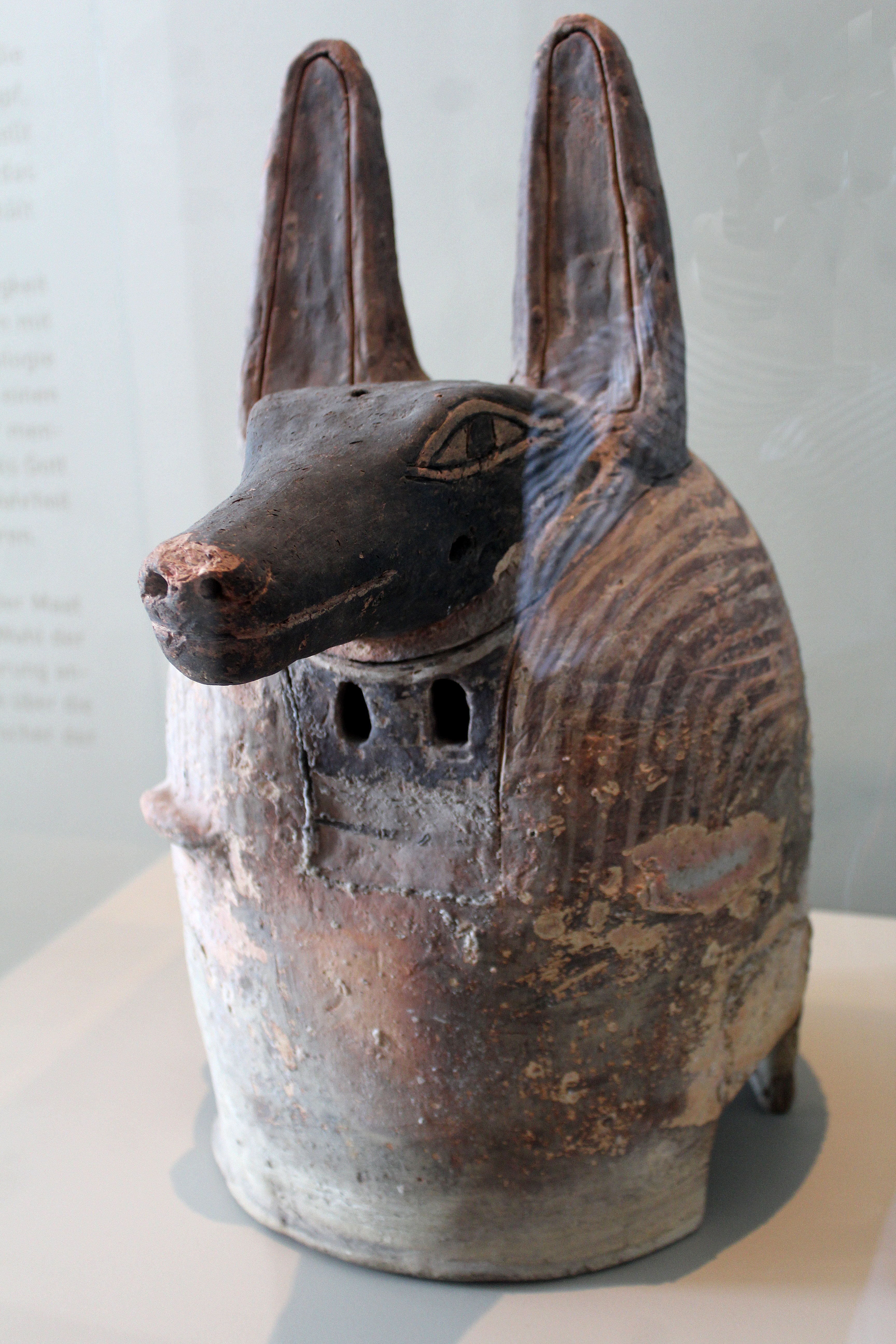
Наплечная маска Анубиса в музее Хильдесхайм

- тяжёлые наплечные: надевались на плечи, были на несколько голов выше человека, отверстия для глаз находились в «шее маски»[5] Наплечная маска Анубиса в музее Хильдесхайм(см. наплечная жреческая маска Анубиса, бога мумификации из керамики справа, 50 см в высоту, в музее Ремера и Пелицеуса в г. Хидельсхайм).
- лёгкие лицевые маски из папируса и ткани[5]. «Маска головы льва в Манчестерском музее картонного типа с отверстиями для глаз из города Кахун (Cahun, Египет), которая позволяла носителю принять идентичность демона Аха (Aha demon)»[5][6]. Сохранилась деревянная статуя, изображающая жрицу в подобной маске со львиной головой. 
«Возможно, большое количество тканевых и картонных масок не сохранились ввиду органического происхождения материалов (папирус, ткань, кожа, лен)»[5].

«Исследования, подтверждающие использование масок жрецами, ограничены тремя образцами масок, которые сохранились до наших дней. Раскрашенный керамический бюст Анубиса из музея Ремера и Пелицеуса составляет 50 см в высоту. Пара отверстий высверлены на уровне шеи предположительно чтобы жрец мог видеть при ношении маски».

«Другая находка представляет собой рисунок на известняке из восточных Фив, скорее всего периода Нового Царства, подаренная сэром Аланом Гардинером. На ней изображен набросок чернилами
погребального процесса и погребальная шахта, известного типа из Деир-эль-Медина, с группой плакальщиц вокруг. Внутри шахты нарисован спускающийся мужчина, а также похоронная бригада людей, несущая саркофаг в комнату погребения. Наиважнейшая деталь что член погребальной бригады имеет голову шакала. Судя по стилю рисунка, набросок скорее всего демонстрирует похороны так как они происходили, в схематичном порядке. Вывод составляет то, что один член носит маску головы шакала».

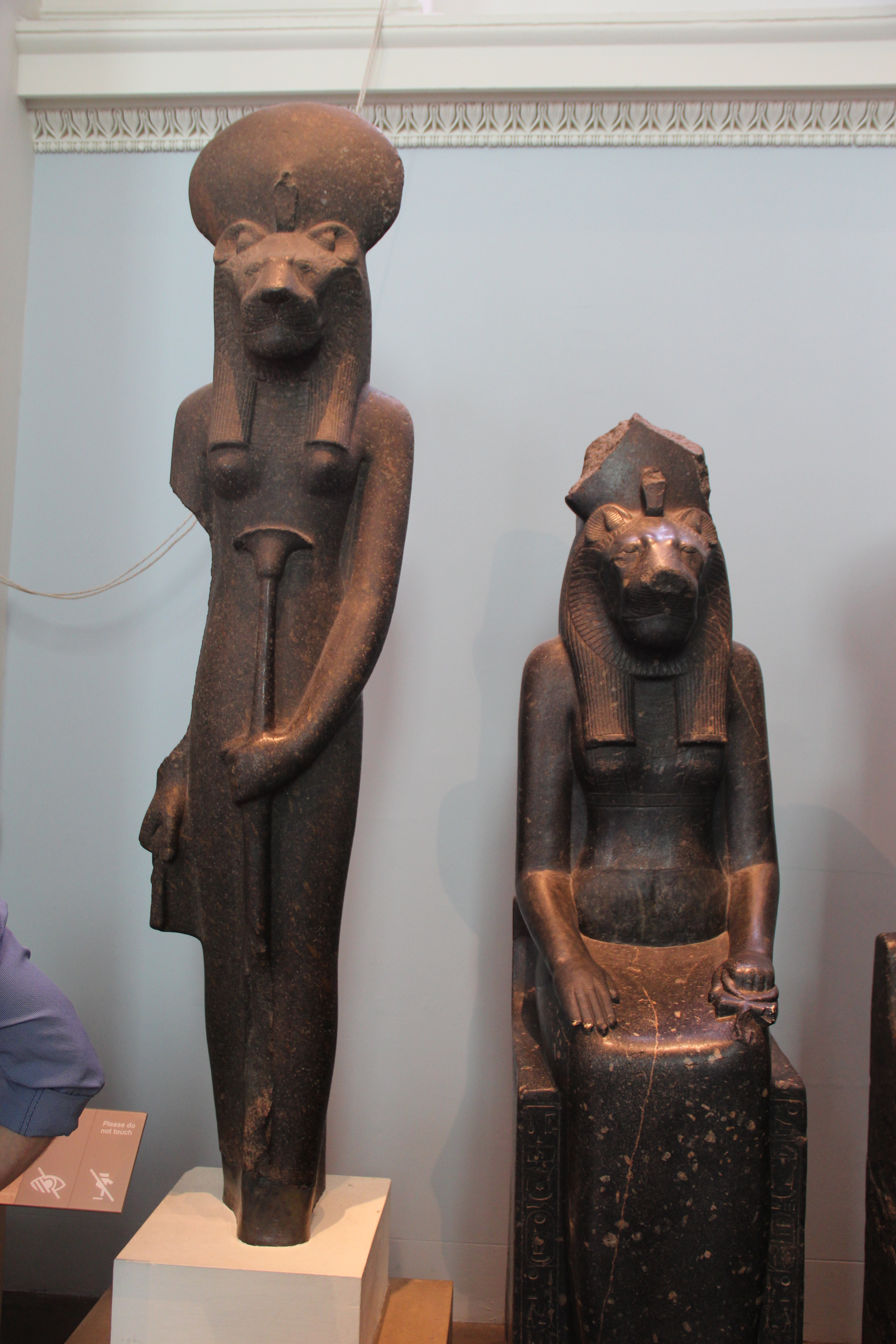
Статуя с головой льва, предположительно Сехмет, Карнак, Египет

## Древняя Греция

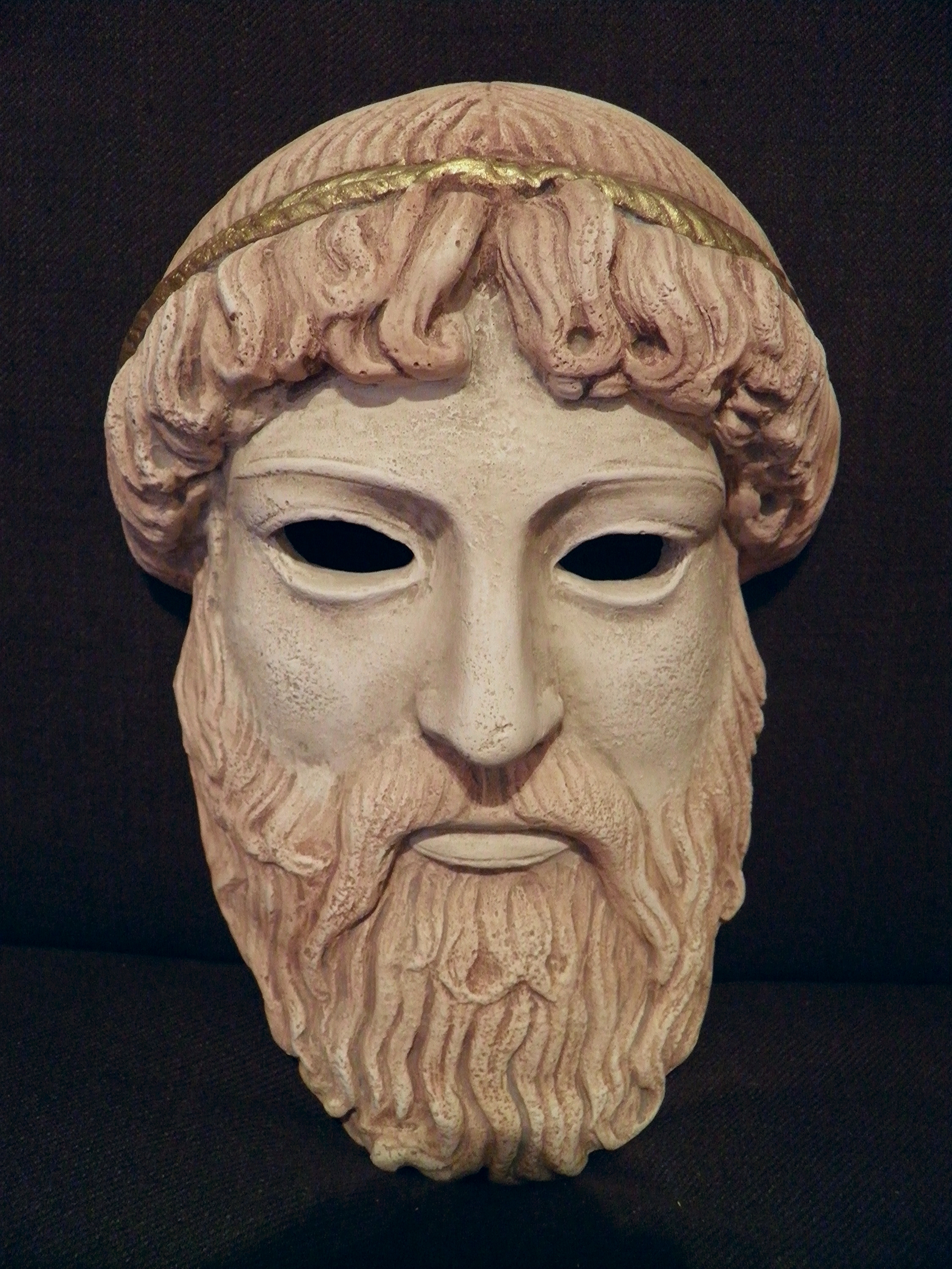
Греческая маска Зевса, реплика

В древней Греции маски были обязательной частью театральных мистерий. Это были религиозные ритуалы, проводимые перед публикой, лишь позднее ставшие театральными представлениями.

## Средневековая Европа
В Европе сакральная функция маски была со временем вытеснена карнавальным значением.

## Центральная Азия и Сибирь
В Центральной Азии и юго-восточных регионах атрибутивные качества маски, её драматическое или шаманское значение маски сохранилось.
Маски не используются для развлечения или веселья, но имеют атрибут огромного мистического страха, вдохновленного контактом с потусторонним миром и способностью шамана соединить миры людей и духов (откуда происходят порезы, цвета, физические деформации на маске).
Во время ритуала душа шамана символически выходит из его тела и встречается с духами. Он может приказывать духам, общаться с умершими. В частности в начале ритуала шаман держит маску в руках, и при наступлении транса, надевает её.

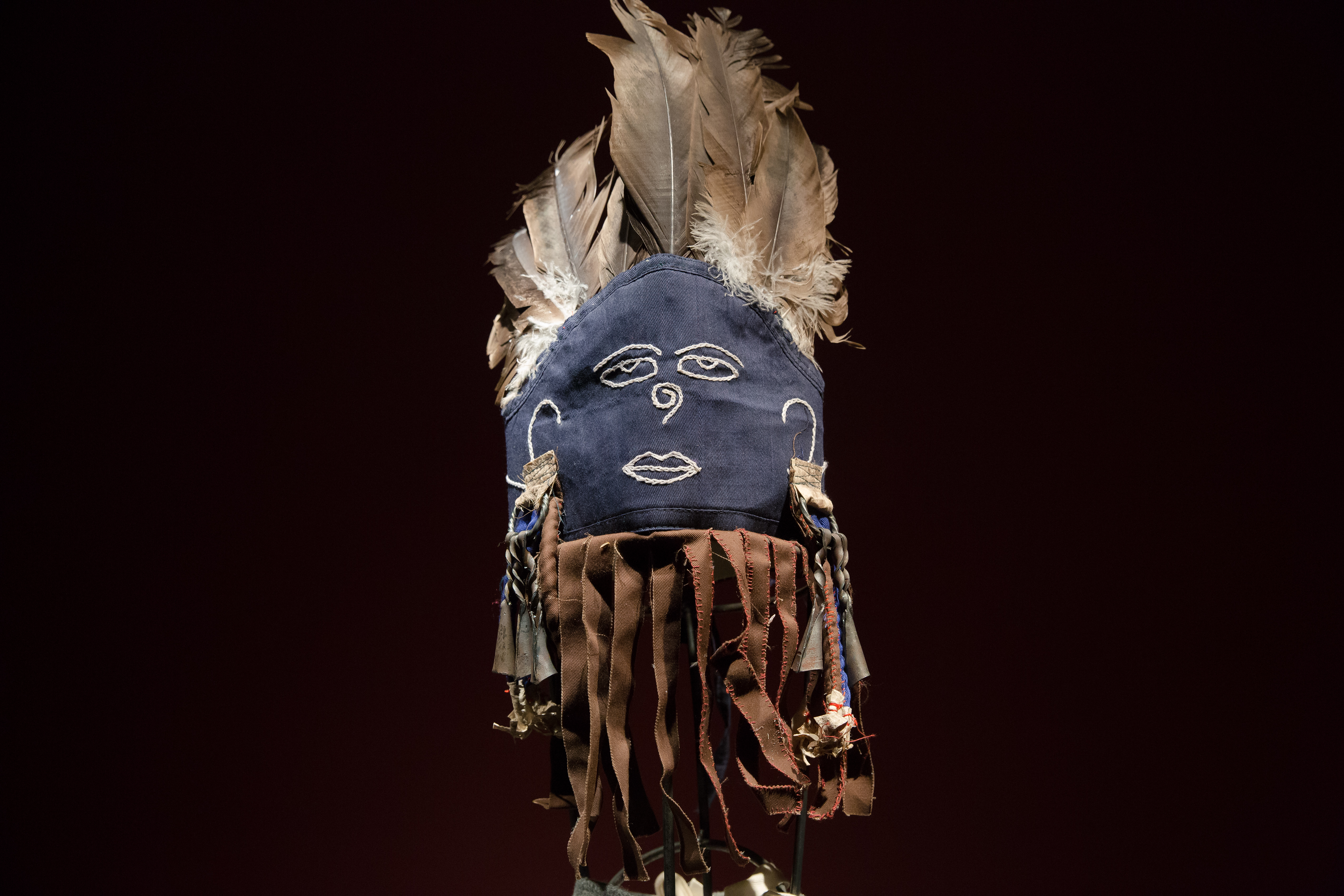
Маска шамана из Бурятии

Шаманы Сибири используют шкуры, перья, рога, мумифицированные головы животных как головные уборы в роли масок.
Маска и ритуальный костюм шамана используются во время инсценировки мифа творения членам общины (см. обряд Медвежий праздник).

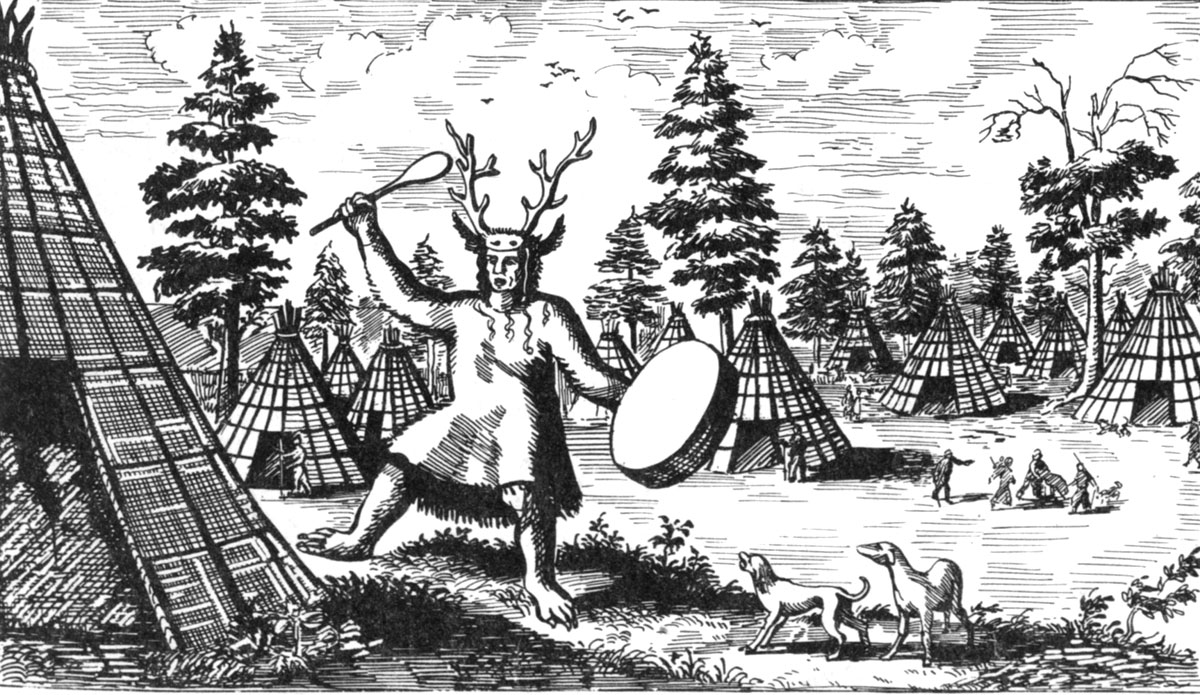
Тунгуский шаман, XVII в., зарисовка

См. маски удэгейских, бурятских шаманов, маски из Куйрыктобе.

## Шаманы Латинской Америки

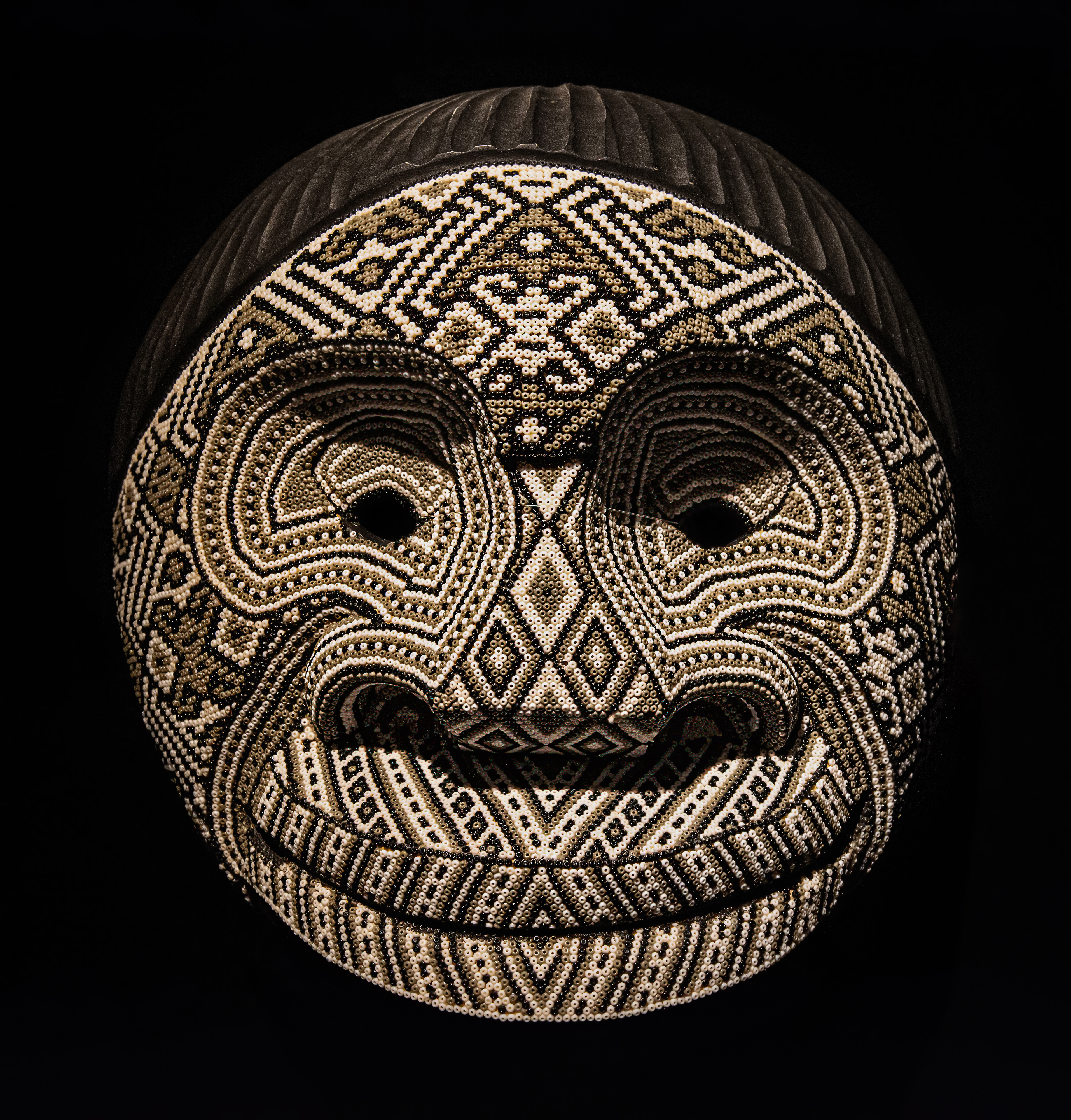
маска племен Чакирас, Altino Arantes Museum

В азиатской культуре и Южной Америке считается, что маски отпугивают демонов; при этом, расцветка обладает символизмом:
- красная маска — превосходство
- белая — продажность
- чёрная — жестокость

У народов Камса (Camsa или Camentsa) в Колумбии маски используются в духовных практиках, связанных с благополучием, сексуальностью и в ритуалах по излечению, используя чай из аяуаска. (см ритуал Kamentsa).

## Славянские народы

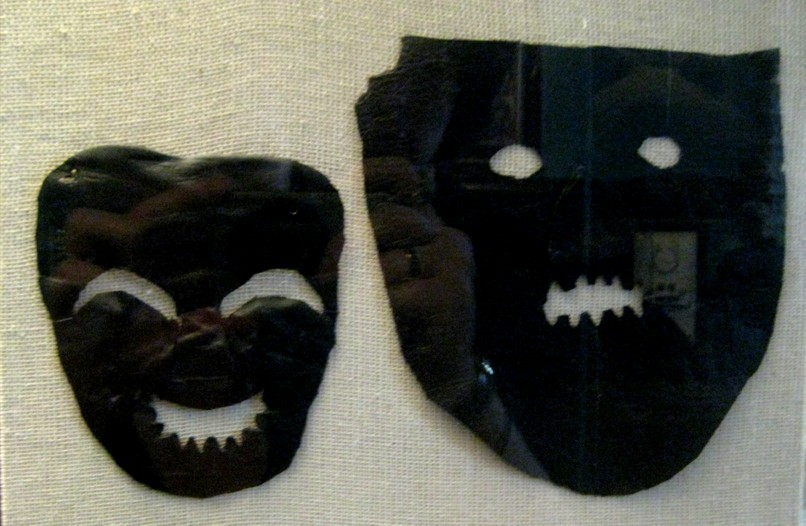
Антропоморфная кожанная маска, новгород 13 век

У славянских народов ранее ритуальная маска также называлась личина, накладная рожа, ха́ря, карабошка и использовалась скоморохами и волхвами. Могла быть полной («личина») или полумаской, из дерева, кожи, глины, меха, шкуры.

Использовалась для исполнения обрядов.

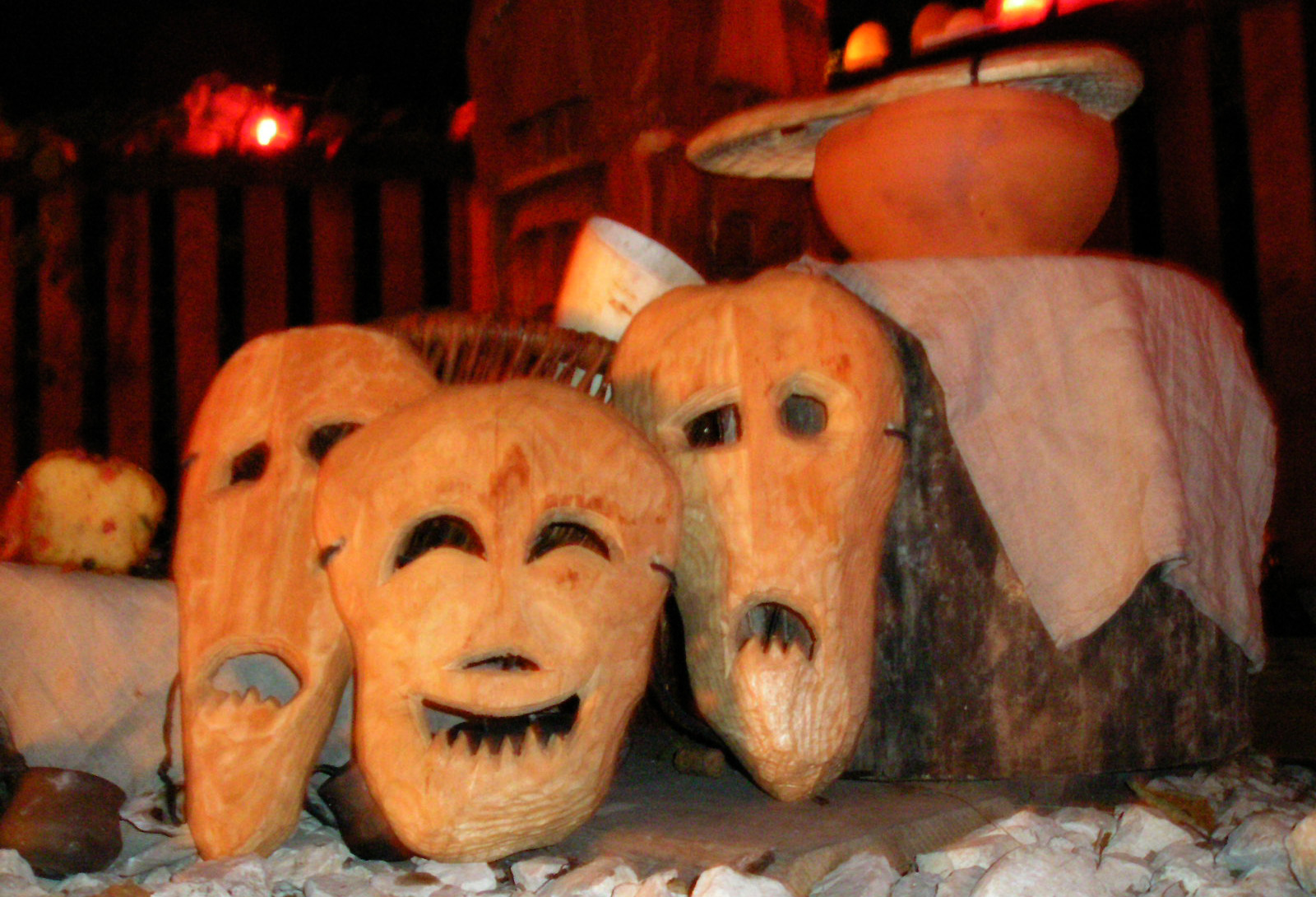
Маски карабошки символизирующие души мертвых

"Изначально кожанные маски считались реквизитом скоморохов и связывались с волхвами. Использовались на месте перед обрядовым действом. Сейчас сохранилось 17 антропоморфных коженных масок".
Деревянные маски называемые "крабошка" или "карабошка" ("kraboszka", см. фото справа) для ритуального использования во время языческого поминального обряда Деды / Дзяды / Dziady в Украине, Белоруси, Польши, 10-11 века, исполнялся изначально кудесником / волхвом, маска использовалась для изображения умершего предка
"А также нечестивые игры, которые они играли над своими мертвецами, танцуя с масками на лицах и вызывая тени мертвых"..